# إريك باركر (لاعب كرة قدم أمريكية)
اريك باركر (بالإنجليزية: Eric Parker)‏ هو لاعب كرة قدم أمريكية أمريكي، ولد في 14 أبريل 1979 في شيكاغو في الولايات المتحدة.

## وصلات خارجية
- إريك باركر على موقع مرجع كرة القدم المحترفة.كوم (الإنجليزية)